# Horcajuelo de la Sierra
Horcajuelo de la Sierra ist eine Gemeinde (municipio) mit 111 Einwohnern (Stand: 2024) in der Autonomen Gemeinschaft Madrid im Zentrum Spaniens.

## Lage und Klima
Horcajuelo de la Sierra liegt etwa 87 Kilometer nordnordöstlich von Madrid in einer Höhe von ca. 1145 m.

## Bevölkerungsentwicklung
| Jahr      | 1970 | 1981 | 1991 | 2001 | 2011 | 2021 |
| Einwohner | 90   | 60   | 67   | 105  | 93   | 106  |

## Sehenswürdigkeiten
- Nikolauskirche (Iglesia de San Nicolás de Bari) aus dem 15. Jahrhundert
- Kapelle Maria Dolorosa (Ermita de Nuestra Señora de los Dolores)
- Rathaus
- Heimatmuseum

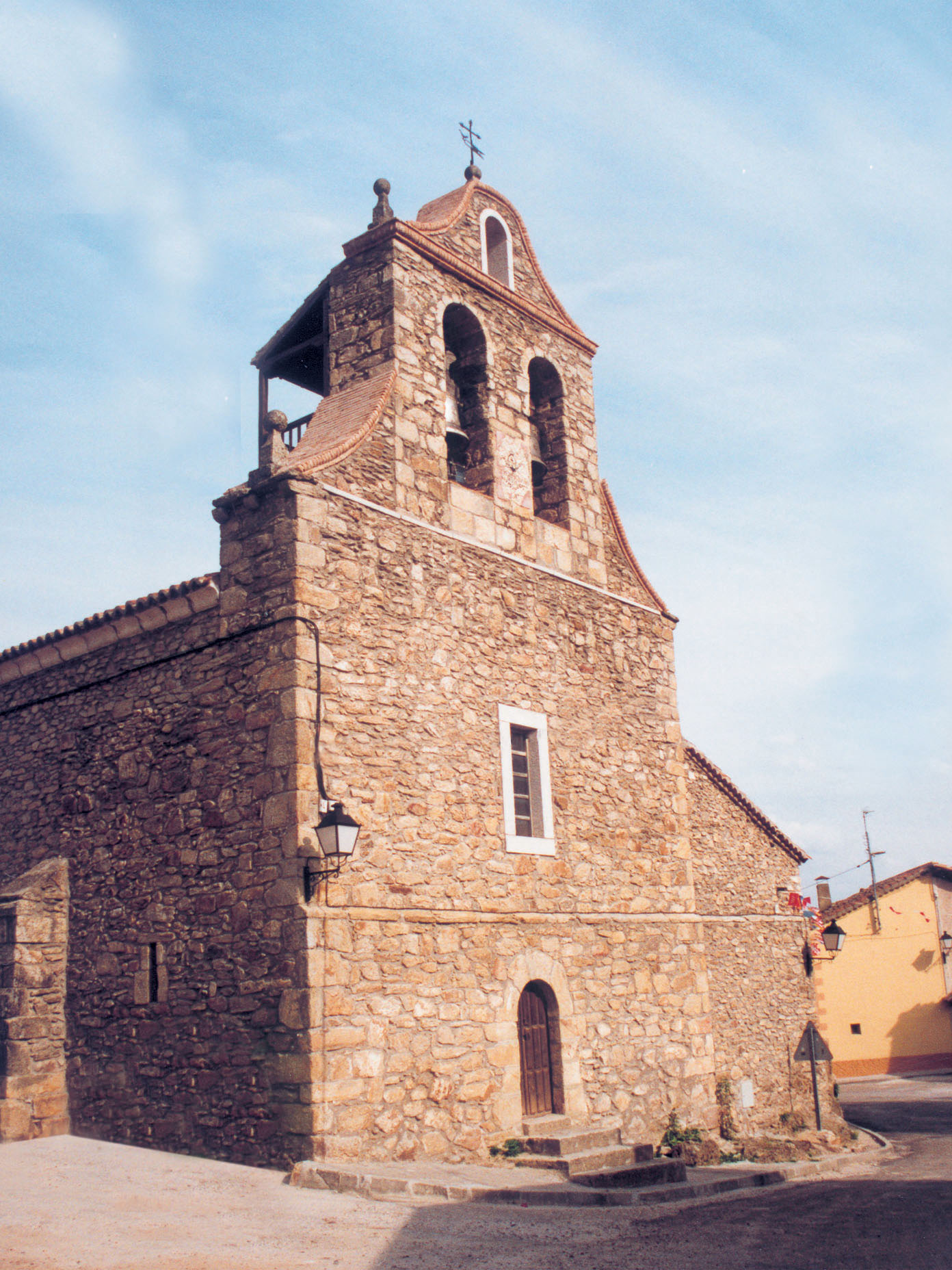
Nikolauskirche
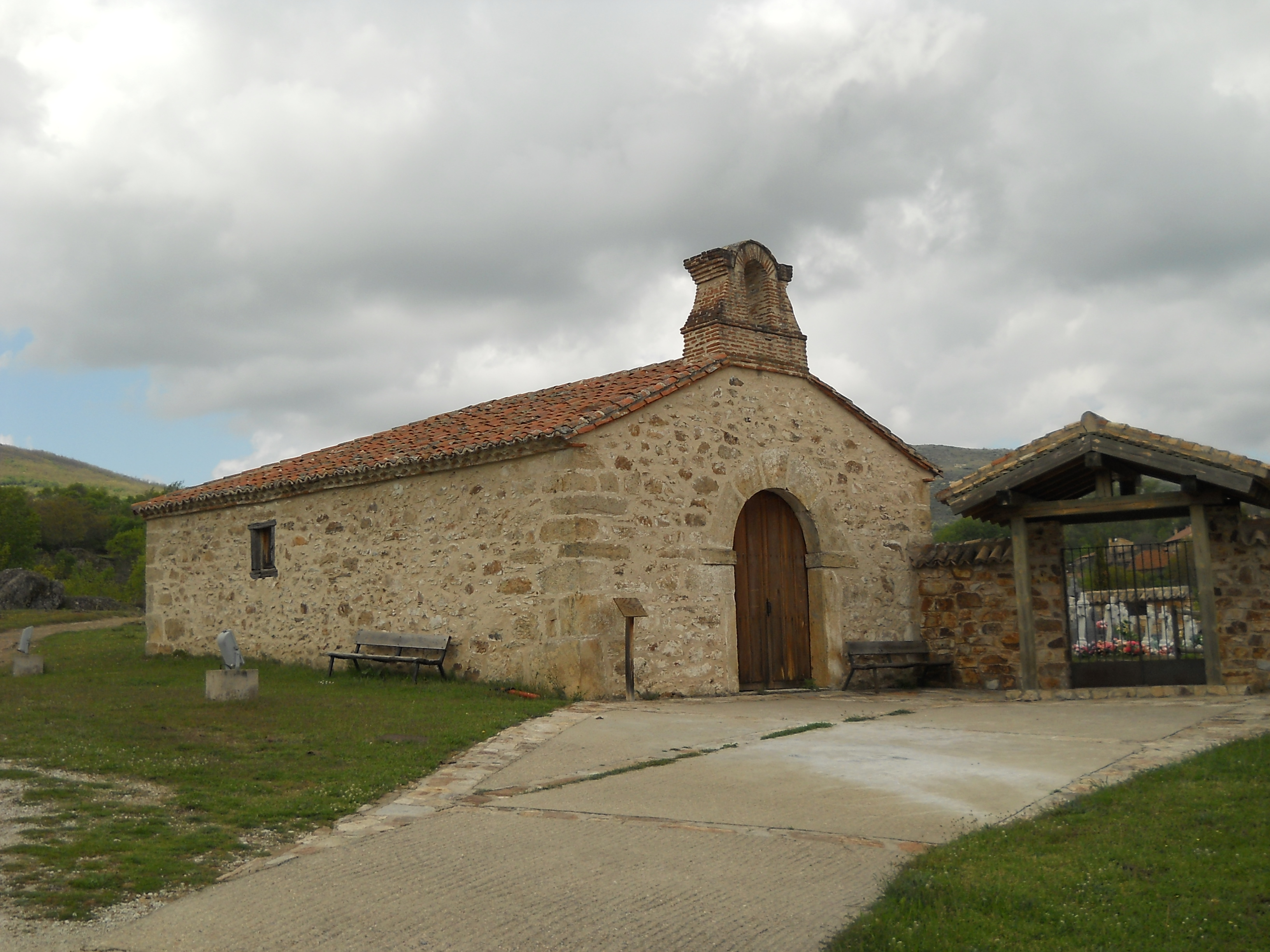
Kapelle Maria Dolorosa
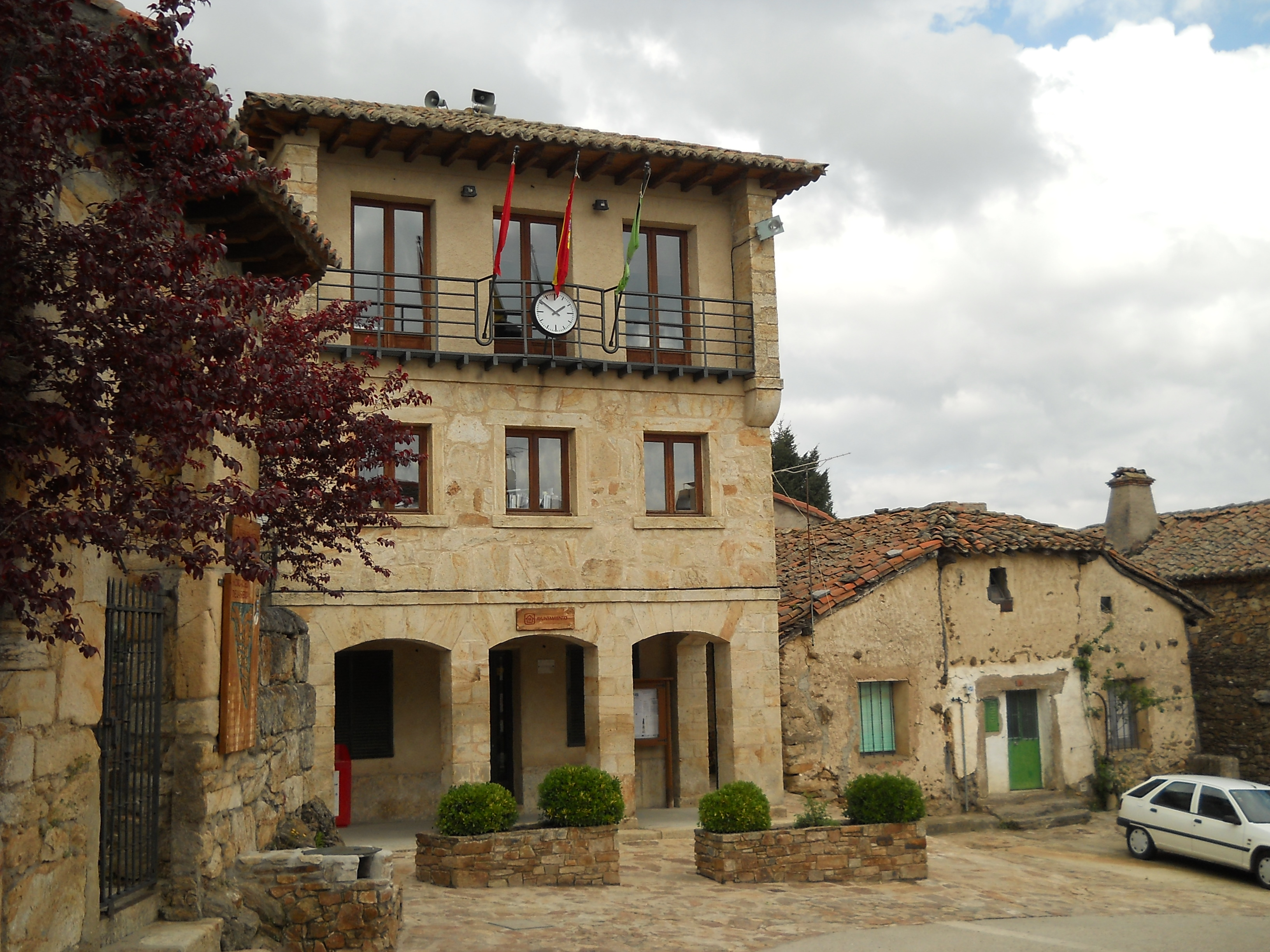
Rathaus
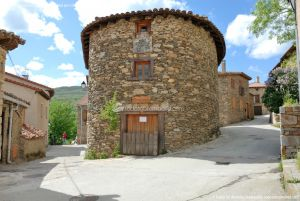
Heimatmuseum